# Drepturi LGBT în Albania
     Căsătorie
     Uniune civilă
     Recunoaștere internă limitată (coabitare)
     Recunoaștere externă limitată (drepturi de rezidență)
     Nerecunoscute
     Constituția limitează căsătoria la cupluri formate din persoane de sex opus.
Persoanele lesbiene, gay, bisexuale și transgender (LGBT) din Albania se confruntă cu provocări legale pe care rezidenții non-LGBT nu le experimentează, deși persoanele LGBT sunt protejate de o legislație anti-discriminare cuprinzătoare. Atât activitățile sexuale între persoane de același sex de sex masculin, cât și feminin sunt legale în Albania din 1995, dar gospodăriile conduse de cupluri de același sex⁠(d) nu sunt eligibile pentru aceleași protecții legale disponibile cuplurilor de sex opus, uniunile între persoane de același sex nefiind recunoscute în țară sub nicio formă.
Albania, în ansamblu, este considerată destul de conservatoare, în special în reacțiile publice privind drepturile lesbienelor, gay-ilor, bisexualilor și transgenderilor (LGBTQ) și vizibilitatea persoanelor LGBT; cu toate acestea, legislația anti-discriminare a făcut ca ILGA-Europe să considere Albania ca fiind una dintre puținele țări din Europa care interzice explicit discriminarea pe motive de identitate de gen. Albania a ratificat Protocolul nr. 12 la Convenția Europeană pentru Protecția Drepturilor Omului și a Libertăților Fundamentale; în plus, Albania a fost semnatară a Declarației ONU din 2007 privind orientarea sexuală și identitatea de gen.
În 2015, asociația ILGA-Europe a clasat Albania pe locul 19 în ceea ce privește drepturile LGBT din 49 de țări europene observate. Între timp, în cel mai recent raport din 2022, lipsa progresului a făcut ca Albania să fie clasată pe locul 28 în Europa, dintre cele 49 de țări observate.

## Legea privind activitatea sexuală între persoane de același sex

### Imperiul Otoman
În 1858, Imperiul Otoman a legalizat relațiile sexuale între persoane de același sex.

### Era Zogistă
În 1937, Musa Juka, ministrul de interne, era preocupat de practica homosexualității și dorea să ia "măsuri prin toate mijloacele posibile" împotriva acesteia.

### Republica Populară Socialistă Albania
Republica Populară Socialistă Albania a pedepsit relațiile sexuale între persoane de același sex cu lungi termene de închisoare, hărțuire și ostracizare. Articolul 137 din Codul Penal privind Crimele Împotriva Moralei Societății stipula că: "Pederastia se pedepsește cu până la zece ani de privare de libertate". Cuvântul "pederastie" era folosit ca un cuvânt codificat pentru sexul între doi adulți consimțitori sau sexul între un adult și un copil de orice gen.

### Republica Albania
Vârsta consimțământului este egală la 14 ani pentru toți, indiferent de gen și/sau orientare sexuală, din 2001.
În vara anului 1994, guvernul Albaniei a propus un proiect de Cod Penal în care homosexualitatea ar fi rămas ilegală, dar cu pedeapsa maximă redusă de la zece ani de închisoare la trei ani. O campanie a Societății Gay Albania din Albania și presiunea internațională orchestrată de ILGA, în care Consiliul Europei a jucat un rol important, au dus la retragerea acestui proiect de lege.
Pe 20 ianuarie 1995, Parlamentul Albaniei a legalizat relațiile sexuale consensuale între persoane de același sex în Albania.

### Recunoașterea relațiilor între persoane de același sex
Căsătoriile între persoane de același sex sau uniunile civile nu sunt recunoscute în prezent în Albania. Deși prim-ministrul de atunci, Sali Berisha, a anunțat în iulie 2009 că va susține recunoașterea căsătoriilor civile, proiectul de lege anti-discriminare, aprobat în unanimitate pe 4 februarie 2010, nu a abordat niciodată căsătoria între persoane de același sex. Grupurile pentru drepturile homosexualilor au lăudat noua lege, dar au spus că speră ca Berisha să își respecte în cele din urmă promisiunea de a legaliza căsătoria între persoane de același sex.
Igli Totozani, Avocatul Poporului de atunci, a anunțat în octombrie 2013 că va elabora un proiect de lege pentru ca parlamentul să dezbată modificări ale codului familiei care ar permite introducerea căsătoriei între persoane de același sex. Dar, începând cu 2024, nu s-a produs nicio schimbare, activiștii LGBT criticând inacțiunea guvernului.

### Protecția împotriva discriminării
Pe 4 februarie 2010, Parlamentul Albaniei a adoptat în unanimitate o lege anti-discriminare cuprinzătoare care interzice discriminarea pe motive de orientare sexuală și identitate de gen. Legea se aplică tuturor domeniilor, inclusiv ocupării forței de muncă, furnizării de bunuri și servicii, educației, asistenței medicale și locuinței. Albania este una dintre puținele țări europene care interzice explicit discriminarea pe baza identității de gen. Legea depășește, de asemenea, standardele minime ale UE, care impun angajatorilor să se abțină de la discriminare pe motive de orientare sexuală. Conform acestei legi, în 2010 a fost înființată o instituție a Comisarului Anti-Discriminare, iar Parlamentul a ales-o pe Irma Baraku în fruntea acestui organism independent.
Cu toate acestea, pe 12 decembrie 2012, Alianța împotriva Discriminării și Pro LGBT, două organizații care promovează drepturile persoanelor LGBT, și-au exprimat dezamăgirea față de ceea ce au numit "munca slabă și neprofesionistă depusă de Comisarul împotriva Discriminării". Conform lui Xheni Karaj și Kristi Pinderi, lideri ai acestor organizații, comunitatea LGBT "și-a pierdut încrederea în instituție din cauza ritmului lent de lucru, a ridicării unor impedimente birocratice deliberate și a procesului prelungit de investigație fără a oferi o explicație sau un argument substanțial".
Ei au argumentat că din nouă cazuri legate de discriminarea persoanelor LGBT direct sau prin discurs instigator la ură, doar un singur caz a fost finalizat de această instituție. Cel mai disputat caz de homofobie și discurs instigator la ură a fost cazul lui Ekrem Spahiu, ministru adjunct al Apărării, care a declarat unui ziar local: "Ceea ce mai rămâne de făcut este să-i batem cu un băț. Dacă nu înțelegeți asta, pot explica: să-i batem cu un băț de cauciuc". Delegația UE la Tirana, Human Rights Watch, Amnesty International și ILGA-Europe, mass-media locală și internațională au relatat și au condamnat această declarație, chiar și prim-ministrul Sali Berisha a condamnat-o public, dar Comisarul nu a urmărit cazul.
Pe 4 mai 2013, Parlamentul Albaniei a modificat în unanimitate Codul Penal și a pus infracțiunile motivate de ură împotriva orientării sexuale și identității de gen la egalitate cu infracțiunile motivate de gen, rasă, etnie, convingeri religioase, dizabilități și așa mai departe. De asemenea, a adoptat o nouă lege care pedepsește diseminarea de informații homofobe prin orice mijloace (inclusiv internetul) cu amendă și până la doi ani de închisoare.
În octombrie 2020, legea anti-discriminare a Albaniei a fost extinsă pentru a interzice discriminarea pe motive de caracteristici sexuale și statut HIV.

## Probleme LGBT în educația publică

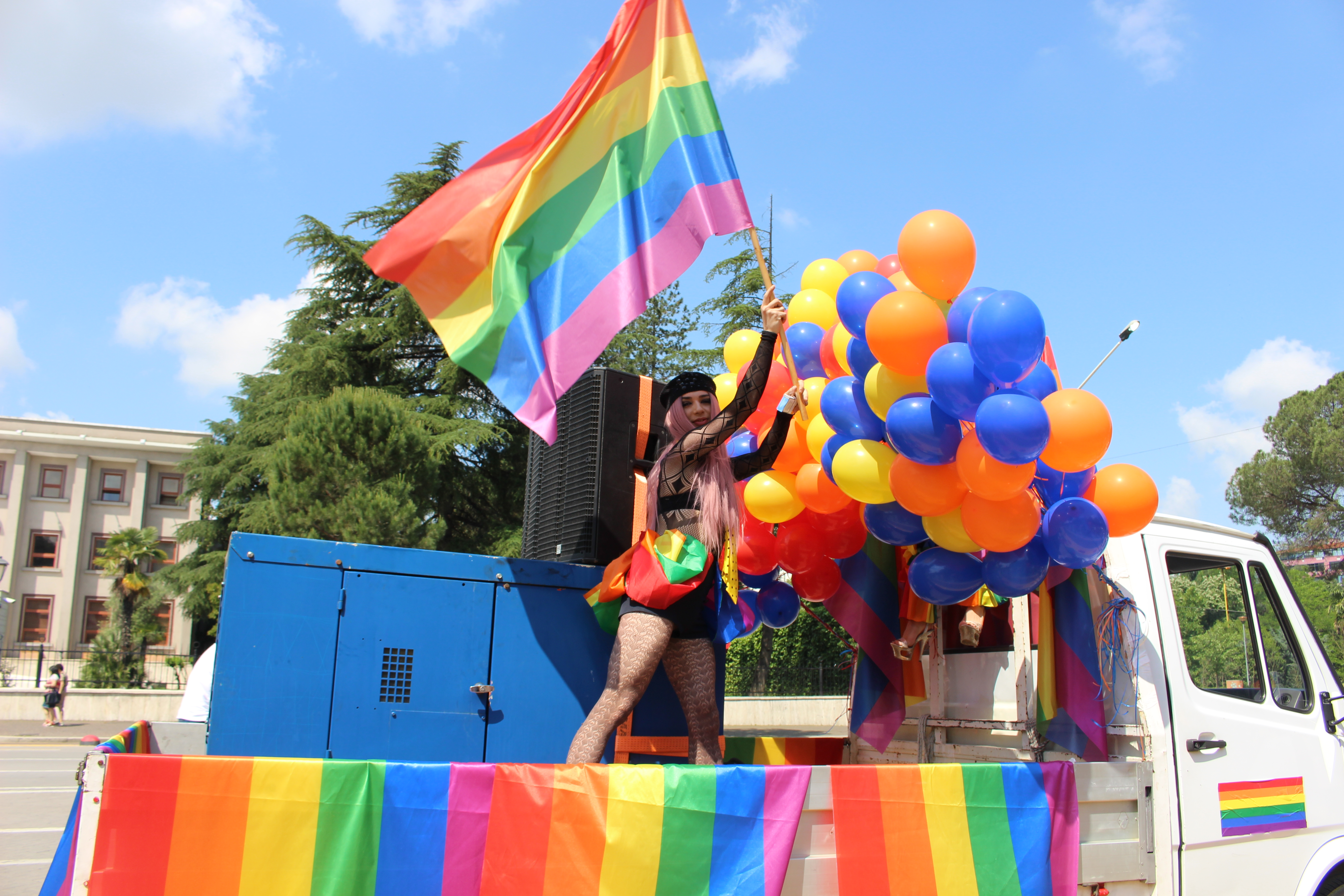
Gay Pride în Tirana

În iunie 2016, guvernul Albaniei a adoptat Planul Național de Acțiune pentru LGBTI care ar aborda bullying-ul și discriminarea LGBT în învățământul primar și secundar prin prelegeri și alte activități. Ministerul Educației, Sportului și Tineretului din Albania a exprimat că, în conformitate cu planul, va colabora cu activiști LGBT pentru a combate discriminarea pe motive de orientare sexuală. Includerea problemelor LGBT în activitățile școlare a creat multă controversă, multe figuri politice precum Tritan Shehu, Luçiano Boçi, Mesila Doda, Nard Ndoka și Ylli Manjani exprimându-și o puternică opoziție față de astfel de activități.
Ca răspuns la controversă, Ministerul Educației și Sportului a emis o declarație pe 23 martie 2018, afirmând că, contrar relatărilor din mass-media, era la curent cu aceste prelegeri și că acestea au fost susținute în cadrul Planului Național de Acțiune LGBTI care, printre altele, își propune să combată stereotipurile bazate pe orientarea sexuală. Într-o declarație controversată, directoarea liceului "Sami Frasheri" din Tirana, doamna Teuta Dobi, s-a opus public unor astfel de prelegeri, în ciuda faptului că, cu câteva săptămâni mai devreme, activiști LGBTI susținuseră o prelegere în școala ei cu aprobarea școlii.[26]

## Mișcarea pentru drepturile LGBT în Albania
Există mai multe organizații în Albania axate pe drepturile LGBT – cele mai cunoscute trei fiind Aleanca Kundër Diskriminimit LGBT (Alianța Împotriva Discriminării LGBT), Pro LGBT și Ambasada Roz/LGBT PRO în Shqipëri. Aceste organizații lucrează pentru a crea o situație de viață mai bună și mai egală pentru persoanele LGBT din Albania.
Alianța Împotriva Discriminării LGBT (prescurtat: Aleanca LGBT) este o organizație neguvernamentală albaneză fondată de cinci lesbiene. Viziunea sa este o societate albaneză liberă, deschisă și egală, care îmbrățișează diversitatea și include persoane de toate orientările sexuale și identitățile de gen. Aleanca LGBT a fost creată în martie 2009 de un grup de tineri LGBT voluntari dedicați îmbunătățirii vieții și emancipării persoanelor LGBT din Albania. Activitățile Alianței includ: construirea comunității, creșterea gradului de conștientizare, advocacy și lobby. Xheni Karaj, actuala directoare a acestui ONG, a vorbit la o întâlnire din Ankara desfășurată în martie 2013 ca fiind prima activistă lesbiană asumată din Albania.
Pro LGBT se concentrează în principal pe conștientizarea publicului cu privire la problemele LGBT și pe utilizarea advocacy-ului ca instrument de îmbunătățire a situației comunității LGBT. Această organizație, co-fondată de activistul Kristi Pinderi, care este jurnalist de profesie, a lansat în 2012 portalul de știri privind drepturile omului "My Story" (historiaime.al), care a devenit principala sursă din Albania pentru problemele LGBT.
În decembrie 2010, vicepreședintele Comisiei pentru Muncă, Afaceri Sociale și Sănătate, Tritan Shehu, a declarat că "homosexualitatea ar trebui tratată de personalul medical ca o tulburare hormonală, precum și psihologică". Organizațiile LGBT au depus o plângere colectivă la Comisarul pentru Protecție împotriva Discriminării. Comisarul a analizat declarațiile și, după o lungă întârziere, pe 30 septembrie 2011 l-a mustrat pe Shehu într-o scrisoare adresată Parlamentului: "Domnul Shehu ar trebui să evite în viitor remarci discriminatorii, care creează o atmosferă de tensiune și ostilitate față de comunitatea LGBT din Albania." Comisarul a recomandat, de asemenea, ca Parlamentul să acorde "toate garanțiile necesare pentru ca gândurile, opiniile și remarcile comunității LGBT să fie auzite, evaluate și luate în considerare, atunci când sunt direct implicate în subiecte specifice, pentru a ajuta comunitatea să se bucure pe deplin de drepturile și libertățile sale".
În 2014, la Tirana a avut loc prima ediție a concursului Miss Trans Albania, un concurs de frumusețe pentru femeile trans din Albania, care își propunea să crească vizibilitatea și acceptarea comunității transgender.
În aprilie 2018, Erinda Ballanca, actuala Avocată a Poporului, și-a exprimat sprijinul pentru căsătoria între persoane de același sex și s-a angajat să susțină drepturile LGBT, inclusiv dreptul de a-și schimba legal genul.

## Violența și discriminarea în viața de zi cu zi
În 2018, ONG-urile au declarat că a existat, "din păcate, o stagnare și o anumită deteriorare în ceea ce privește respectarea drepturilor comunității LGBT+ în Albania noastră".
Conform raportului anual al organizațiilor, până la sfârșitul anului 2018, au existat 421 de cazuri documentate de discriminare împotriva membrilor LGBTI în Albania. Tipurile de discriminare variază de la violență fizică directă la presiuni psihologice, cum ar fi insultarea, ridiculizarea, etichetarea, bârfa malițioasă, umilirea pe stradă, refuzul de a oferi servicii în baruri, săli de sport, supermarketuri, atacuri fizice violente din partea clienților (lucrători sexuali) sau pe stradă de către persoane homofobe. Din toate cazurile raportate, doar cinci cazuri de violență au fost raportate autorităților.

## Religia și persoanele LGBT din Albania
Religia nu este o componentă majoră a vieții sociale, politice și culturale din Albania. Deși religia este considerată o chestiune privată și nu face parte din discursul politic, organizațiile religioase au încercat să influențeze deciziile politice privind drepturile omului ale persoanelor LGBTI. Pe 19 august 2009, când fostul premier Berisha a anunțat o nouă lege anti-discriminare care ar conferi recunoaștere legală și protecție pentru drepturile omului ale persoanelor LGBTI din Albania, organizațiile religioase au reacționat în masă împotriva propunerii. Ele au scris o scrisoare guvernului în care afirmau că consideră extinderea drepturilor familiei la persoanele LGBTI ca fiind o amenințare la adresa familiei și societății albaneze. Ele au considerat homosexualitatea un obicei importat din țările occidentale și au îndemnat prim-ministrul: "Să facă ceea ce este drept în ochii lui Dumnezeu, și nu ceea ce este drept în ochii lumii moderne".
Pe 17 mai 2012, un grup musulman, incitat de lideri religioși, a organizat o demonstrație anti-gay în paralel cu evenimentul festiv pro-gay organizat într-o piață publică deschisă. Demonstranții purtau bannere pe care scria: "Homosexualitatea este un păcat". Condamnând comunitatea internațională pentru sprijinul acordat persoanelor LGBTI, liderul protestatarilor musulmani a spus că: "Albania nu se va alătura Uniunii Europene cu homosexuali", implicând că, dacă drepturile persoanelor LGBTI sunt o condiție de aderare, atunci Albania nu se va alătura UE.
Pe 20 ianuarie 2016, liderii organizațiilor religioase, uniți, au cerut guvernului și parlamentului să interzică căsătoriile între persoane de același sex pentru a "proteja familia de distrugere". Sub presiunea puternică a liderilor religioși și contrar promisiunilor că orientarea sexuală și identitatea de gen vor fi incluse în lista motivelor de discriminare interzise, membrii parlamentului le-au eliminat din articolul 18 al Constituției în ultimul moment. Pe 20 iulie 2016, Ambasada Roz a publicat o declarație de presă criticând retragerea amendamentelor constituționale privind discriminarea pe motive de orientare sexuală și identitate de gen și a criticat membrii parlamentului pentru capitularea în fața intoleranței religioase, avertizând că: "Supunerea parlamentului în fața extremismului religios este o amenințare la adresa secularismului și a drepturilor omului".
Studiile privind religia în Balcanii de Vest arată că homosexualitatea este percepută ca un inamic unificator promovat de valorile occidentale. Cu cât diversitatea sexuală este mai mult apărată de Occident, cu atât mai multă rezistență poate apărea împotriva drepturilor omului ale persoanelor LGBTI. Nu există grupuri religioase care să ofere sprijin persoanelor LGBTI.

## Opinia publică
Atitudinile sociale față de comunitatea LGBT sunt în general negative și se numără printre cele mai nefavorabile din Europa. Datele publicate de ESS în 2013 arată că marea majoritate a albanezilor sunt conservatori din punct de vedere social și dezaprobă comunitatea gay și lesbiană. Conform datelor sondajului, 53% dintre albanezi cred că "gay-ii și lesbienele nu ar trebui să fie liberi să trăiască viața așa cum doresc", cel mai mare procent care susține această opinie în sondaj.
Rezultatele sondajelor anterioare realizate de Balkan Monitor al Gallup în 2010 arată că 54,2% dintre albanezi consideră relațiile homosexuale greșite, în timp ce 22,7% nu sunt de acord. S-a observat o diferență regională, respondenții din Albania Centrală fiind mai predispuși să nu fie de acord (35,5% sunt de acord, 28,2% nu sunt de acord) decât cei din Nord (59,8% sunt de acord, 16,4% nu sunt de acord) sau din Sud (71,1% sunt de acord, 17,2% nu sunt de acord). În plus, respondenții albanezi au fost mai predispuși să nu fie de acord decât cei din majoritatea țărilor balcanice vecine, inclusiv Macedonia de Nord (69,4% față de 18,4%), Serbia (75,1% față de 8,7%), Muntenegru (65,8% față de 12,1%), Kosovo (64,9% față de 18,5%) și Bosnia (74,3% față de 9,2%), în timp ce Croația a fost comparabilă (50,3% față de 20,4%). Alte întrebări adresate au inclus dacă homosexualii au dreptul la "aceleași drepturi ca toți ceilalți oameni", la care 44,4% dintre albanezi au fost de acord, în timp ce 28,5% nu au fost de acord. Pe de altă parte, 78,7% dintre albanezi au considerat că "actele homosexuale" sunt imorale, 56,2% au crezut că homosexualii nu ar trebui să ocupe funcții publice (cum ar fi profesor, se spunea în întrebare) și un număr similar de 56,1% au spus că nu ar trebui să își arate preferințele în public.
Un studiu din 2015 efectuat pe tinerii albanezi cu vârste cuprinse între 16 și 27 de ani a constatat că 55% nu ar dori să aibă vecini homosexuali, în timp ce 34% nu le-ar păsa, iar 11% ar avea o atitudine pozitivă față de acest lucru.
Un studiu din 2016 a detectat că existau mai multe manifestări de homofobie în rândul studenților universitari albanezi decât în rândul studenților universitari italieni, dar mai puține în rândul studenților albanezi decât în rândul studenților universitari ucraineni. În rândul albanezilor, factorii asociați cu homofobia includeau faptul de a fi bărbat, de a fi conservator din punct de vedere politic și de a fi religios (deși nu s-a detectat nicio diferență între catolici și musulmani, în timp ce nu existau mulți reprezentanți ai altor grupuri, cu excepția ateilor în sondaj). Pe de altă parte, faptul de a fi progresist din punct de vedere politic și de a fi într-o relație au fost asociate cu o detectare scăzută a homofobiei în rândul studenților albanezi.
Conform rezultatelor unui sondaj balcanic din 2015 realizat de Institutul Național Democratic, doar 6% dintre albanezi și-ar sprijini complet copilul dacă ar afla că este LGBT, iar cifra scade la 3% dacă ar fi vorba de un prieten/cunoscut/coleg. De asemenea, 8% au interacționat cu o persoană despre care știau că este LGBT. În același sondaj, 58% dintre albanezi au spus, de asemenea, că nu ar vota pentru un partid politic care susține drepturile LGBT.
În 2022, un chestionar național realizat înaintea IDAHOT (Ziua Internațională Împotriva Homofobiei, Transfobiei și Bifobiei) a relevat niveluri scăzute de acceptare în ceea ce privește interacțiunea cu persoanele LGBTI+ în viața de zi cu zi. Mai puțin de 1 din 5 albanezi (16,4%) au avut o relație socială sau profesională cu cineva din comunitatea LGBT+, și doar aproximativ 1 din 10 albanezi ar accepta pe cineva din comunitatea LGBT ca prieten (12,5%), vecin (14,3%), coleg (14,7%), șef (12,9%) sau medic de familie (9,3%). Diferența dintre albanezii care locuiesc în zone rurale și cei care locuiesc în zone urbane, precum și între generații, a fost mică. Generațiile mai tinere sunt contra comunitatea LGBT+ ca și generațiile mai în vârstă.

## Rezumat
| Activitate sexuală între persoane de același sex legală                                                 | Da (din 1995)                                                        |
| Vârstă egală de consimțământ (14)                                                                       | Da (din 2001)                                                        |
| Legi anti-discriminare în angajare                                                                      | Da (din 2010)                                                        |
| Legi anti-discriminare în furnizarea de bunuri și servicii                                              | Da (din 2010)                                                        |
| Legi anti-discriminare în toate celelalte domenii (incluzând discriminarea indirectă, discursul de ură) | Da (din 2010)                                                        |
| Căsătorii între persoane de același sex                                                                 | Nu                                                                   |
| Recunoașterea cuplurilor de același sex                                                                 | Nu                                                                   |
| Adopția de către persoane LGBT singure                                                                  | Da                                                                   |
| Adopția de copii vitregi de către cupluri de același sex                                                | Nu                                                                   |
| Adopție comună de către cupluri de același sex                                                          | Nu                                                                   |
| LGBT au voie să servească deschis în armată                                                             | Da (din 2008)                                                        |
| Dreptul de a schimba sexul legal                                                                        | Nu                                                                   |
| Accesul la FIV pentru lesbiene                                                                          | Nu                                                                   |
| Terapia de conversie interzisă pentru minori                                                            | Da (din 2020)                                                        |
| Surogatul comercial pentru cupluri gay de bărbați                                                       | Nu (ilegal pentru toate cuplurile, indiferent de orientarea sexuală) |
| MSM au voie să doneze sânge                                                                             | Da                                                                   |